# Gravtjärnen (Järna socken, Dalarna)
Gravtjärnen är en sjö i Vansbro kommun i Dalarna och ingår i Dalälvens huvudavrinningsområde.